# Колен, Луи
Луи Колен (нидерл. Louis Coolen; род. 12 января 1952, Нюнен) — нидерландский футболист и тренер.

## Биография

### Клубная карьера
Луи Колен является воспитанником футбольного клуба «ПСВ» из Эйндховена. В 1974 году Колен начал футбольную карьеру в клубе «Хелмонд Спорт». В составе «Хелмонд Спорта» Луи провёл 6 сезонов. В 1980 году Колен перешёл в клуб из своего родного города «Нюнен», где выступал в течение двух лет. В 1982 году Колен завершил свою игровую карьеру в возрасте 30 лет.

## Тренерская карьера
После завершения игровой карьеры Колен стал главным тренером своего бывшего клуба «Нюнен», который выступал на любительском уровне в одном из низшем дивизионе Нидерландов. В 1985 году Колен стал тренером любительского клуба «Хелмондиа '55», но в клубе Лоэйс провёл лишь один сезон. В 1987 году Колен стал ассистентом главного тренера в клубе «Хелмонд Спорт». С 1992 по 1995 год Колен являлся главным тренером любительского клуба «УДИ’19».
В 1996 году Колен стал главным тренером «Хелмонд Спорта». С «Хелмонд Спортом» в первом сезоне Колен смог дойти до полуфинала кубка Нидерландов, в котором уступил «Херенвену». В 2001 году Луи стал ассистентом главного тренера в клубе «Рода». В 2005 году Колен стал главным тренером в клубе «Эйндховен», но спустя два года вернулся в клуб «УДИ’19».
В сентябре 2008 года было заявлено, о том, что Колен будет сотрудничать с тольяттинской «Академией футбола имени Коноплёва»